# Bicentenario de la Independencia de Trujillo
El Bicentenario de la Independencia de Trujillo conmemoró los 200 años de la Independencia de Trujillo, actualmente ubicado en el departamento de La Libertad. Este acontecimiento tuvo como fecha el 29 de diciembre de 2020 y correspondió a diversas actividades y planes regionales que se estuvo preparando. El 24 de abril de 2019 se creó la Comisión Bicentenario de La Libertad.

La ciudad de Trujillo fue la primera ciudad del país, donde se conmemoró el Bicentenario de la Independencia del Perú. 

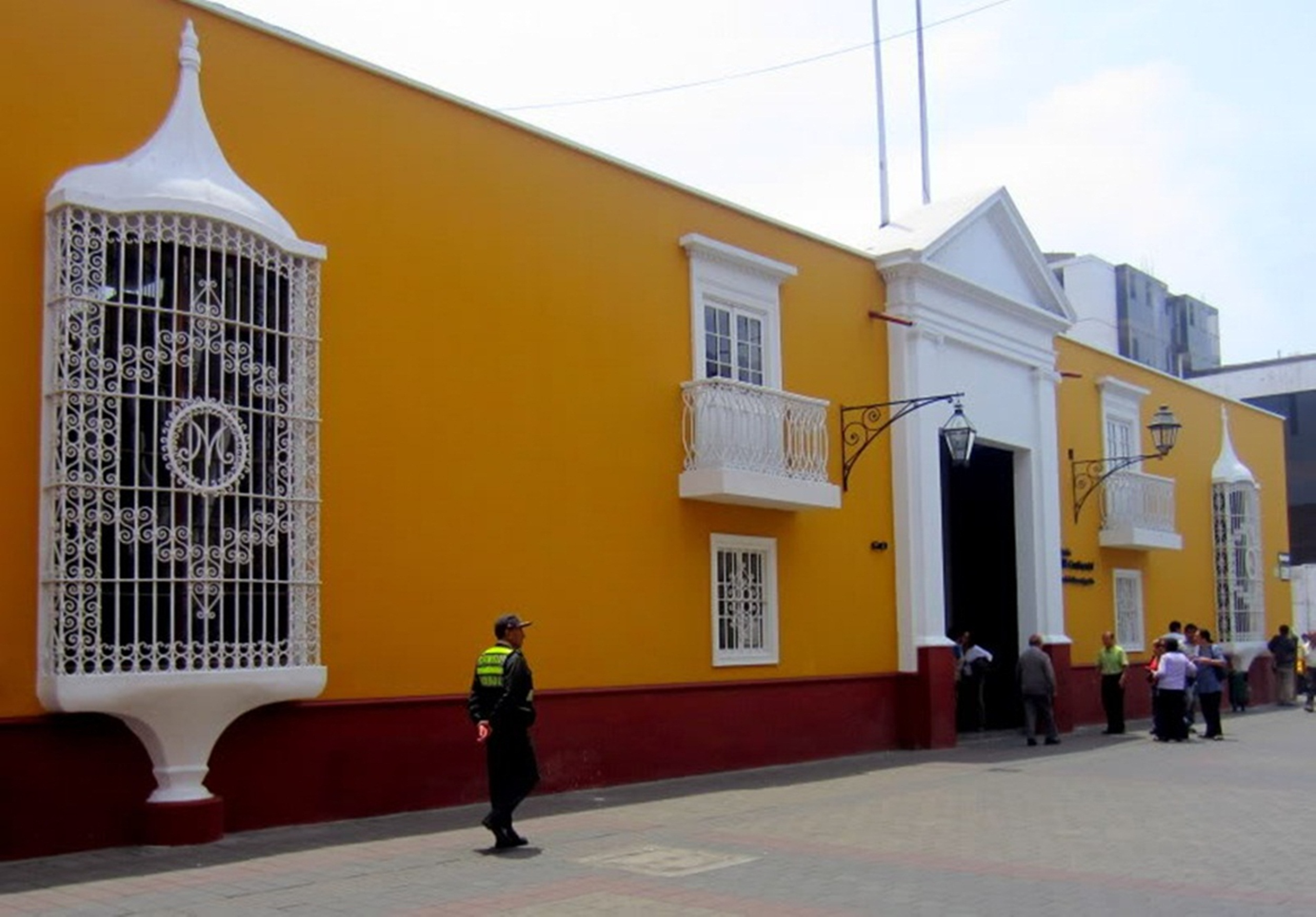
Casa de la Emancipación, espacio donde José Bernardo de Tagle proclamó la independencia de Trujillo el 29 de diciembre de 1820.

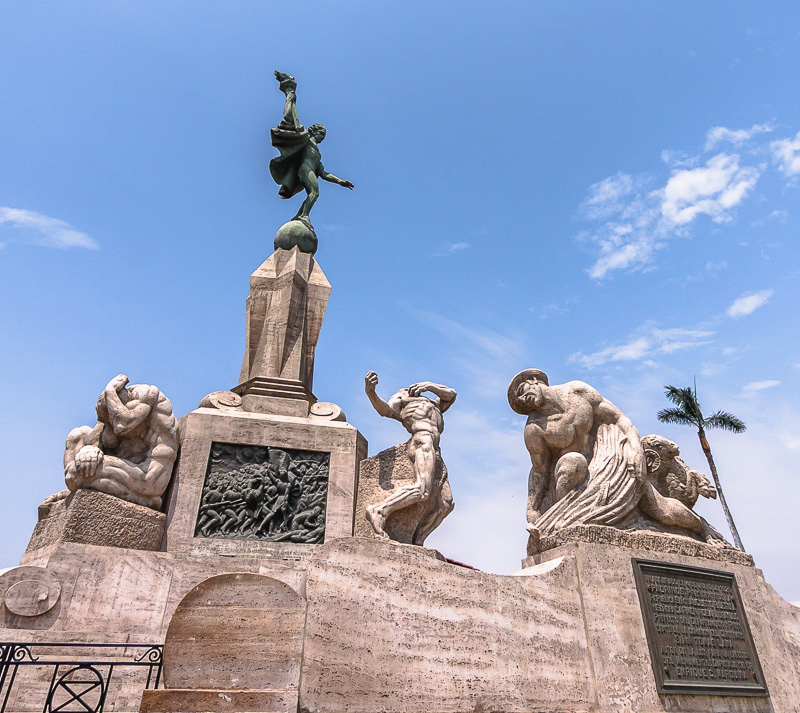
Monumento a la Libertad, levantado por el Centenario de 1920.

## Antecedentes

### Independencia del Trujillo
La Independencia de Trujillo fue un proceso histórico peruano que permitió la emancipación de la Intendencia de Trujillo del estado español. Este proceso histórico que terminó con el período colonial en la región se inició en la ciudad de Trujillo  entre el año 1820 y 1821. Fue importante debido a que con este acontecimiento se independizó del gobierno español a casi todo el norte peruano porque la antigua Intendencia de Trujillo albergaba dominio sobre las actuales regiones de Tumbes, Cajamarca, Amazonas, Piura, Ancash, San Martín y Lambayeque. Además fue un acontecimiento vital que contribuiría luego a la Independencia del Perú del gobierno español para dar inicio a la formación de una república independiente.

Convirtiendo a Trujillo en la primera ciudad peruana en completar el proceso de independencia de España, cumpliendo con los actos necesarios para tal fin que tuvieron lugar entre el 24 de diciembre de 1820 y el 6 de enero de 1821.

### Centenario de 1920
Durante la gestión de Víctor Larco Herrera como alcalde en la ciudad se iniciaron obras de modernización como la construcción del Palacio Municipal, el embellecimiento de la Plaza de Armas, del atrio de la Catedral, la remodelación del Teatro Municipal. Asimismo, la construcción de la vía hacia el balneario de Buenos Aires, actual avenida Larco, que amplió la perspectiva urbanística de la ciudad.
El 29 de diciembre de 1920, la ciudad de Trujillo conmemoró el Centenario de la proclamación de su independencia. La celebración principal fue organizada por la Comisión del Centenario, la cual preparó una ceremonia en el palacio municipal donde estuvieron presentes los representantes de las principales instituciones de la ciudad, algunos ministros de estado y un número importante de la ciudadanía.

La ceremonia comenzó a las tres y media de la tarde en el salón municipal, donde luego de cantar el Himno Nacional, se leyó el acta de la Jura de la Independencia, inmediatamente después se dio inicio a los discursos en homenaje a la ciudad y a los principales personajes que hicieron posible su independencia. Siendo Alberto Larco Herrera, alcalde de turno el primero en dar el discurso. La referencia a la independencia giro en torno principalmente a José Bernardo de Tagle y José de San Martín.
Por motivos del Centenario de la Independencia de Trujillo, el congresista Enrique Marquina consiguió una ley que autorizó la construcción de un monumento que perpetúe la gesta libertaria de Trujillo, instituyéndole una comisión encargada. La Comisión del Centenario de la Libertad de Trujillo convocó entre 1920 y 1921 a un concurso internacional para la construcción del Monumento a la Libertad. En 1921 se redactan las bases del concurso, convocando a artistas nacionales y extranjeros. Luego de la convocatoria, la Comisión del Centenario, presidida por el Prefecto Molina Derteano y autoridades locales e ilustres personajes de la época, recibió 104 maquetas, casi todas procedentes de Europa. Decidiéndose construir, el modelo del escultor alemán Edmund Möeller. Este monumento fue emplazado en el centro de la Plaza de Armas y reemplazó a la pileta de mármol que existía anteriormente, actualmente se encuentra en la Plazuela El Recreo, en el centro histórico de la ciudad.
Por motivos del cuarto centenario de la fundación de la ciudad, la Ley N.º 7823 del 7 de octubre de 1923 crea la Junta IV Centenario de Trujillo con la finalidad de vigilar, controlar las rentas y obras que se ejecuten dentro y fuera de la ciudad de Trujillo. La Junta funcionó hasta 1964, orientándose a la ejecución de obras principalmente de saneamiento y pavimentación de calles y avenidas, asimismo se dio inicio a la construcción de viviendas y zonas residenciales ubicadas en las afueras del centro histórico.

## Preparación

### Lanzamiento de la Agenda Bicentenario Perú 2021
El 10 de noviembre del 2018 el Gobierno presentó a nivel nacional de Agenda Bicentenario, un programa de acciones y actividades producto de la articulación con otras entidades, públicas, privadas y de sociedad civil, en el marco de la conmemoración de los 200 años de la Independencia del Perú. El lanzamiento oficial fue en Ayacucho a cargo del Presidente de la República, Martín Vizcarra y por la entonces ministra de cultura, Patricia Balbuena asimismo; se desarrolló en simultáneo en 22 regiones del país.
Las actividades por el lanzamiento de la Agenda Bicentario Perú 2021 en La Libertad fue frente a numerosas personas que se congregaronen en la Plaza de Armas de Trujillo. El evento fue encabezado por el ministro de Agricultura y Riego, Gustavo Mostajo Ocola quien anunció las principales metas al año 2021 en la región, el General EP Oswaldo Calle Talledo, comandante general de la 32a Brigada de Infantería, así como las principales autoridades de la región La Libertad. 

Las autoridades y el público en general presenciaron la escenificación de la Dama de Cao, a cargo de la compañía teatral Máscara de Barro, espectáculo de Marinera, danzas regionales, desfile cívico militar, bandas fusionadas del Ejército y la Policía Nacional.

### Comisión Bicentenario La Libertad
El comité está integrado por la Dirección Desconcentrada de Cultura de La Libertad, alcaldes distritales y provinciales, directores de Instituciones Educativas, Beneficencia Pública, gerencias del Gobierno Regional y personalidades de la ciudad. También, lo integra el gremio empresarial de Trujillo a través de la Cámara de Comercio y Producción de La Libertad, Policía Nacional del Perú y el Ejército Peruano, entre otros.
Las actividades a cargo del comité están orientadas a reforzar el valor y significado histórico de la gesta libertaria, el aporte de La Libertad a la Independencia del Perú y levantar las Banderas del Bicentenario. Por otra parte llevar adelante obras emblemáticas de infraestructura y grandes reformas políticas para consolidar las principales instituciones regionales.

Al ser Trujillo la primera ciudad en el país donde se conmemorará el Bicentenario del Perú, el 24 de abril de 2019 se instaló y juramentó la Comisión Ciudadana Regional bajo la Resolución Ejecutiva Regional N° 1149 -2019-GRLL-GOB, que se encargará de planificar, elaborar y organizar la agenda de actividades.
La Comisión Bicentenario La Libertad está integrada por:
- Manuel Felipe Llempén Coronel, Gobernador Regional de La Libertad – Presidente.
- Francisco San Martín Baldwin – Director General.
- Yahan Marco Neyra Luzuriaga – Coordinador General
- Constante Traverso Flores.
- Adriana Doig Manucci.
- Jorge León Collantes.
- Guillermo Morales García.
- Guillermo Benavides Zavaleta.
- Representante de la Cámara de Comercio y Producción de La Libertad.
- Representante de la Asociación de Colegios Profesionales de La Libertad.
- Gerente Regional de Educación.
- Gerente Regional de Comercio Exterior, Turismo y Artesanía.
- Representante de la Universidad Nacional de Trujillo.
- Representante del Seminario San Carlos y San Marcelo.
- Representante del Colegio Nacional San Juan de Trujillo.
- Representante del Colegio Santa Rosa de Trujillo.
- Representante del Ejército del Perú.
- Representante de la PNP.
- Representante de la comisión Multipartidaria Conmemorativa del Bicentenario de la Independencia del Perú en la Región La Libertad creada por acuerdo Regional N° 004-2019-GRLL-CR.
- Representante del Arzobispado Metropolitano de Trujillo.
- Representante de la Marina de Guerra del Perú.
- Representante del Ministerio de Cultura – Dirección Desconcentrada de La Libertad.
- Representante de la Asociación de Restaurantes y Hoteles de La Libertad.
- Alcaldes Provinciales de la Región La Libertad o sus representantes.

### Presentación de la Agenda Bicentenario La Libertad

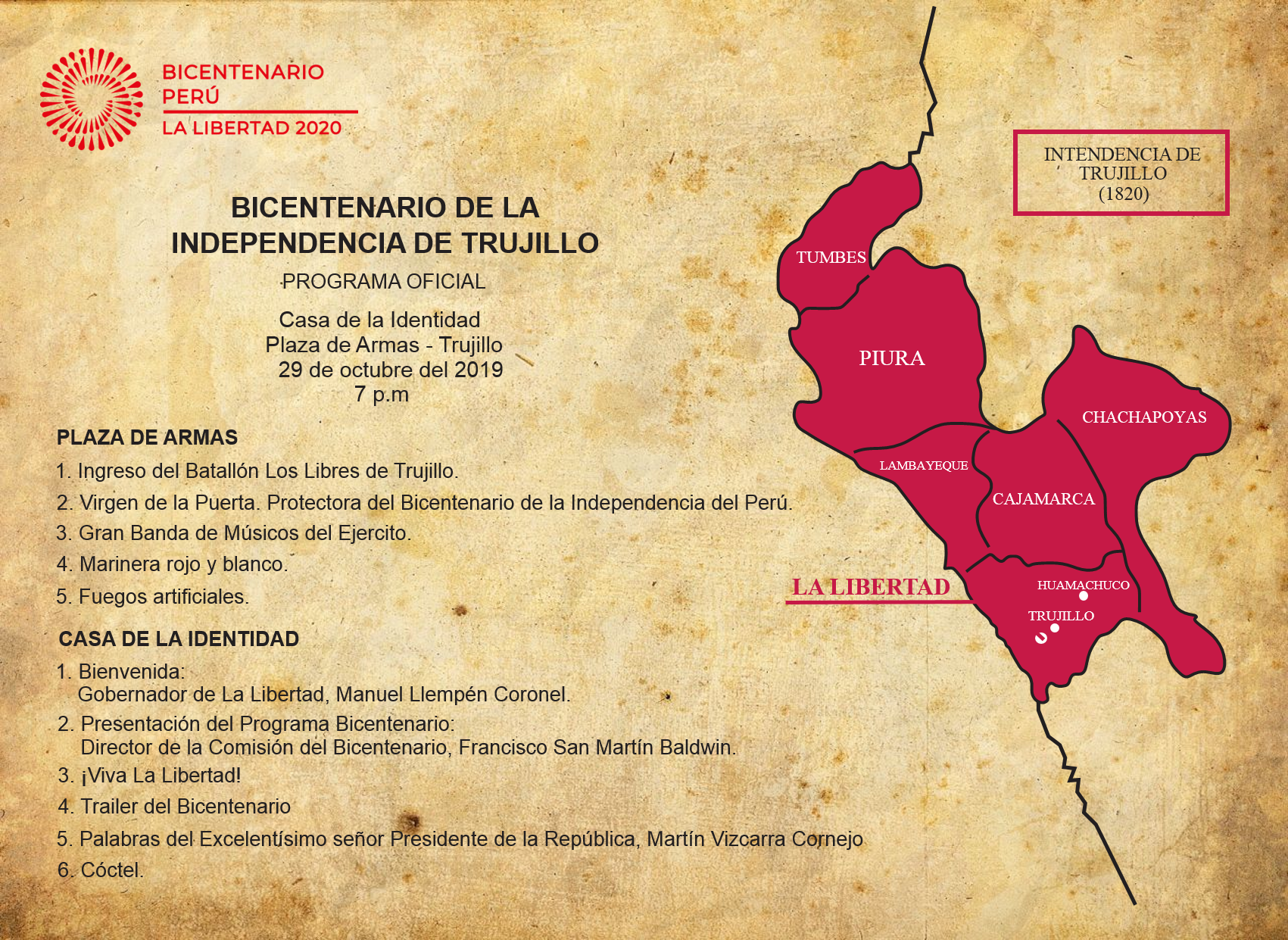
Programa Oficial de la Presentación de la Agenda Bicentenario La Libertad 2020, en la Casa de la Identidad Regional.

El 29 de octubre de 2019, en la Plaza de Armas de Trujillo el entonces ministro de Cultura, Francesco Petrozzi, la Directora Ejecutiva del Proyecto Especial Bicentenario del Perú, Gabriela Perona, el Gobernador Regional, Manuel Llempén, la viceministra de Patrimonio Cultural e Industrias Culturales, María Elena Córdova Burga; el director de la Comisión Bicentenario Regional de La Libertad, Francisco San Martín y el director de la Dirección Desconcentrada de Cultura, Jhon Juárez Urbina, presentaron ante cientos de trujillanos la Agenda del Bicentenario de la Independencia de La Libertad. Durante la ceremonia, las autoridades involucradas dieron a conocer las actividades programadas en dicha región para el año 2020, en el marco de las celebraciones descentralizadas que se realizan por el Bicentenario de la Independencia del Perú en el 2021. La presentación oficial se realizó en la Casa de la Identidad de Trujillo, y contó con la presentación de números artísticos que incluyeron danzas típicas de la región y la escenificación teatral del grito de Independencia.
Durante el acto se destacó la importancia de personajes claves como José de la Torre Tagle y José Faustino Sánchez Carrión, nacido en Huamachuco, quien aportó en el progreso de la nación con la organización del Congreso y la redacción de la primera Constitución del Perú. Adicionalmente contó con la participación de las delegaciones de la Macro Región del Norte, que incluye a Tumbes, Piura, Lambayeque, Amazonas, Cajamarca, San Martín y La Libertad; alcaldes y otras autoridades locales. 

Por último, el presidente de la república Martín Vizcarra, encomendó que el Bicentenario de la Independencia debe ser un proceso de articulación nacional, con todas las regiones del país, para construir un relato común.

### 199° Aniversario de la Independencia
Como acontecimiento previo al Bicentenario, el alcalde Daniel Marcelo Jacinto presentó junto a la comisión organizadora el programa oficial de actividades por motivos del 199° Aniversario de la Independencia de Trujillo. Las actividades comenzaron el sábado 28 de diciembre a partir de las 7:30 p. m. en la Casa de Gobierno Regional con la "Velada de la Bandera"; en tanto que a las 8:00 p. m. comenzó la serenata por el 199° Aniversario de la Independencia de Trujillo, cuya artista principal fue Eva Ayllón.

El día central, domingo 29, el programa comenzó a las 8:00 a. m. en la plaza de armas, con la ceremonia de izamiento de los emblemas nacional, regional y local; a las 9:00 a. m. el desfile cívico militar; a las 10:00 a. m. la misa Te Deum y como año a año, la escenificación de la Independencia de Trujillo; y a mediodía, en el salón consistorial de la Municipalidad Provincial de Trujillo, la sesión solemne donde el historiador Iván La Riva Vegazzo dio un discurso donde reivindicó el valor de la gesta emancipadora. Luego de ello el gobernador Manuel Llempén entregó la medalla del bicentenario al alcalde Daniel Marcelo Jacinto.

## Bicentenario de la Independencia de Trujillo

### Días Previos
- El 22 de diciembre un ejemplar del árbol de la quina fue sembrado en la Plaza de Armas de Trujillo por las autoridades como parte del lanzamiento de la campaña "Revaloremos el árbol de la Quina, símbolo de la patria" por el Bicentenario de la Independencia de Trujillo. Se pretende sembrar en todas las plazas de los territorios vecinales y distritos de la provincia, su cuidado y mantenimiento está a cargo de los especialistas del Servicio de Gestión Ambiental de Trujillo (SEGAT) de la Municipalidad Provincial.[19]
- El 23 de diciembre se colocó la primera piedra de las Instalaciones del Histórico Escuadrón de Trujillo en el Cuartel del Ejército del Perú de Huanchaco. El alcalde provincial, José Ruiz Vega, se comprometió a gestionar ante otras instancias de gobierno el presupuesto para la ejecución de la obra. Cabe indicar que el Escuadrón Trujillo formó parte del regimiento de "Húsares del Perú" y que, al vencer a los realistas en la Batalla de Junín, pasarían a denominarse Húsares de Junín. Las instalaciones tienen un presupuesto estimado de S/. 1 millón 123 mil 364 y su construcción incluye caballerizas, duchas, almacén de pasto, almacén de monturas, veterinaria, rehabilitación, picadero para entrenamiento, comandancia, oficinas, estado mayor, entre otros.[20]

### Exhumación y traslado de los restos del marqués Torre Tagle
En el marco de las celebraciones del Bicentenario de la Independencia de Trujillo y las gestiones ante la Sociedad de Beneficencia Pública de Lima, la Presidencia de Concejo de Ministros, los ministerios de Cultura, Defensa y Relaciones Exteriores; así como con la familia Ortiz de Zevallos (sus actuales descendientes); se concretó el traslado de los restos de José Bernardo de Tagle y Portocarrero y su esposa Mariana Echevarría de Tagle a la ciudad de Trujillo para su reposo en la cripta de la Catedral de Trujillo.
- El 23 de diciembre se realizó la exhumacion de sus restos en el Cementerio Presbítero Matías Maestro.[21]
- El 26 de diciembre los restos de Don José Bernardo de Tagle y su esposa Mariana Echevarría de Tagle son trasladados al Palacio de Torre Tagle en solemne ceremonia donde el presidente Francisco Sagasti y la ministra de Relaciones Exteriores rindieron honores, para su traslado hacia la ciudad de Trujillo.[22]
- El 27 de diciembre arribaron sus restos a la ciudad de Trujillo, el féretro de la exautoridad trujillana fue trasladado en una carroza desde el aeropuerto de Huanchaco hasta la avenida Mansiche, a partir de allí fue trasladado a pie para su ingreso al centro histórico de Trujillo. En el Jirón Orbegozo recibió los honores de la 32ª Brigada del Ejército Peruano y fue escoltado por los Húsares de Junín. Autoridades locales y regionales también rindieron homenaje al prócer de la independencia del Perú y su esposa en la casa del Gobierno Regional.[23]
- El 28 de diciembre el féretro con los restos de José Bernardo de Tagle y Portocarrero y su esposa Mariana de Echevarría de Tagle, fueron llevados a  la cripta de la Catedral de Trujillo para reposar eternamente en dicha ciudad. Antes de ingresar al templo, el Estado Mayor del Ejército Peruano, la Policía Nacional del Perú y la Marina de Guerra del Perú le presentaron honores.[24]
- El 29 de diciembre José Bernardo de Tagle y su esposa fueron inhumados en cripta de basílica, se realizó la misa Te Deum oficiada por el monseñor Miguel Cabrejos Vidarte, donde se resaltó la importancia de la gesta y el reconocimiento a la figura de Torre Tagle. Adicionalmente, en presencia de oficiales del Ejército peruano, Marina de Guerra, la Policía Nacional del Perú y un regimiento de los Húsares de Junín se desarrolló el acto conmemorativo. De esta manera se da cumplimiento a la Ley N° 15721 que declara a Torre Tagle como prócer de la Independencia y que ordena que sus restos sean retornados a la ciudad de Trujillo.[25]

### 28 de diciembre
- Se desveló el busto en homenaje a Luis José de Orbegoso en la plazuela Orbegoso, el evento contó con la presencia del gobernador regional Manuel Llempén, el Proyecto Especial Bicentenario, la Comisión Bicentenario Regional, autoridades locales y descendientes del prócer trujillano. En aquella ceremonia, Francisco San Martín Baldwin, director general Comisión Bicentenario Regional: La Libertad anunció la entrega de títulos de propiedad al pueblo de Chuquizongo, por parte de los descendientes del prócer a favor de resaltar la memoria del prócer; quienes recibieron reconocimiento por parte de las autoridades locales.[26][27]
- Se realizó el encuentro internacional de coros virtual por el Bicentenario de Trujillo, un total de 18 agrupaciones corales (10 internacionales y 8 nacionales), brindaron homenaje a los 200 años de independencia con canciones peruanas. El evento inició el 28 de diciembre y se dio hasta el 29, a nivel internacional se contó la presencia de coros de Argentina; Coro infantil Guaguas Cantore y Coro ESPOL por Ecuador; Coro de la Casa de la Cultura y Núcleo del Guayas, Colombia; Coro Juvenil Gioia, Coro Timbrá, Coro Comunitario NEOJIBA, Brasil; Coro Infantil - Juvenil Núcleo Territorial NEOJIBA Feira de Santana y Giorgio Giovannini, Italia.
 Las agrupaciones nacionales fueron Coral Trujillo, Coro Virtual Illari, Coro Juvenil de Sinfonía por el Perú, Coro Juvenil de Sinfonía por el Perú Núcleo Trujillo, Coro General del Conservatorio RMNP “Carlos Valderrama”, Coro FOTEM del Conservatorio RMNP “Carlos valderrama”, Coro Filarmónico Roraima y Coro Femenino de la PUCP.[28]
- Esa misma noche la Casa de la Identidad Regional, se iluminó a través de un show de luces y videomapping, seguidamente por las palabras de Laura Martínez, Directora Ejecutiva del Proyecto Especial Bicentenario y danzas como la marinera. Simultáneamente en la provincia de Julcán; a través de una ceremonia en la que participaron autoridades locales, pobladores y un show artístico, se elevó al cielo linternas flotantes, en un evento denominado "Julcán Iluminado".[29][30]

### 29 de diciembre

#### Obelisco del Bicentenario
El 22 de septiembre del 2020 se confirmó la construcción del Obelisco del Bicentenario siendo ubicado en el lado norte de la ciudad, en el distrito de La Esperanza. Tiene una altura de 28 metros, una base de concreto y su armazón es por medio de plataformas. Asimismo, cuenta con áreas verdes a su alrededor e iluminación.
En la mañana del 29 de diciembre del 2020 en el día central del Bicentenario de la Independencia de Trujillo, se inauguró el Obelisco del Bicentenario en una conmemorativa ceremonia que contó con la presencia del ministro de Cultura, Alejandro Neyra, en representación del presidente Francisco Sagasti.

"Este obelisco simboliza la solidez y la unión de los pueblos del norte del país, y en particular creo que la celebración de este día es importante porque ejemplifica todo el valor que tuvo el norte, pero especialmente la intendencia de Trujillo, que desde que proclamó su independencia el 29 de diciembre de 1820, no dejó de ser libre y por eso Simón Bolívar le dio el nombre de La Libertad"
Alejandro Neyra, Ministro de Cultura; en la Ceremonia de Inauguración del Obelisco del Bicentenario

Por su parte, el gobernador regional de La Libertad, Manuel Llempén, agradeció el apoyo y financiamiento brindado por las empresas privadas para construir el obelisco, posteriormente se develó la placa recordatoria y se presentó un grupo artístico de Angasmarca con la danza de Los Pallos y una pareja de marinera. Asimismo, dos aviones de la Fuerza Aérea del Perú también participaron de esta ceremonia de conmemoración al realizar un sobrevuelo en la zona. Culminada la ceremonia, autoridades nacionales y locales procedieron a dirigirse a la Plaza de Armas para continuar con las actividades protocolares de dicha conmemoración.

#### Ceremonia Central
La Plaza de Armas de Trujillo fue escenario de la ceremonia central por el Bicentenario de la Independencia de Trujillo, esta ceremonia fue encabezada por el ministro de cultura, Alejandro Neyra; el viceministro de relaciones exteriores, Manuel Talavera Espinar; el gobernador regional, Manuel Llempén y Laura Martínez, directora ejecutiva del Proyecto Especial Bicentenario, contó con la presencia de autoridades locales y la familia Ortiz de Zevallos, descendientes del marqués Torre Tagle. 
La ceremonia inicia con la entonación del Himno Nacional del Perú y el Himno a Trujillo a cargo de la banda del ejército del Perú, seguidamente André Gallo Lezama, regidor de la Municipalidad Provincial de Trujillo da lectura a la Jura de la Independencia; Constante Traverso Flores, director ejecutivo de la Comisión Bicentenario de la Municipalidad Provincial de Trujillo da unas palabras en donde resaltó la labor y relevancia de la independencia de Trujillo en el contexto de la independencia nacional; posteriormente José Ruiz Vega, alcalde provincial de Trujillo y Manuel Llempén, gobernador de la región La Libertad dieron el discurso correspondiente. Se reproduce un video resumen el proceso histórico de la independencia de Trujillo; Esta ceremonia culminó con las palabras del ministro de cultura y la danza de la marinera, posteriormente autoridades procedieron a dirigirse a la Catedral de Trujillo para la inhumación de los restos de José Bernardo de Tagle.

#### Cátedra Bicentenario
Esa misma noche el Proyecto Especial Bicentenario presentó de manera virtual la Cátedra Bicentenario: Bicentenario de las independencias del norte peruano, un espacio académico que no solo busca recordar las independencias del norte (Lambayeque, Trujillo, Piura, Cajamarca, Chachapoyas, etc.), sino también conocer los procesos implícitos tras los principales hitos que marcaron los inicios de la vida independiente de las partidas y pueblos de los territorios norandinos de lo que actualmente conforman el Perú y Ecuador.

El panel estuvo conformado por Elizabeth Hernández García, doctora en Historia de la iglesia por la Universidad de Navarra, docente en la Universidad de Piura; Piedra Pareja Pflücker, historiadora de la Pontificia Universidad Católica del Perú; Frank Díaz Pretel, magíster en Historia de América Latina por la Universidad Pablo de Olavide y docente de la Universidad Nacional de Trujillo; y Alexandra Sevilla, doctora en Historia de los Andes por la Facultad Latinoamericana en Ciencias Sociales (FLACSO – Ecuador).

## Proyectos
Durante el 2019 y 2020 la Comisión del Bicentenario de la Independencia de Perú – La Libertad, en cordinación con el Proyecto Especial Bicentenario, instituciones públicas y privadas han estado elaborando una serie de proyectos en el marco de los 200 años de la Independencia de Trujillo:
- En enero de 2020 la Comisión del Bicentenario anuncia la recuperación del curso de Historia del Perú en las instituciones educativas de la región, buscando reforzar en los escolares la identidad por los acontecimientos que llevaron al país a su independencia. Mediante la Resolución Gerencial Regional N° 004687-2019-GRLL-GGR/GRSE, de la Gerencia Regional de Educación, hace efectiva para el incremento de una hora más al área de Ciencias Sociales para la enseñanza de Historia del Perú en las instituciones educativas de secundaria con jornada escolar regular y jornada escolar completa.[35]
- El 25 de octubre de 2019, en la Casa de la Identidad Regional se dio la Conferencia "Bicentenario de la Independencia de Trujillo y el Norte del Perú", convirtiéndose en un escenario de debate que pretende discutir y renovar el discurso histórico de dicha conmemoración. El evento académico fue de ingreso gratuito y se dio a las 09:00 horas, siendo sus ponentes historiadores e investigadores.[36]
- En enero de 2020 el Concejo Municipal de Trujillo aprobó la propuesta del Proyecto Especial Bicentenario para que en el terreno del exterminal Santa Cruz se ejecute el Parque Bicentenario Trujillo, espacios implementados en zonas de alta densidad poblacional que proveerán de amplias áreas verdes, una oferta cultural y recursos para el fortalecimiento de la vida comunitaria.[37]
- El 3 de marzo de 2020 se presentó en San Isidro, Lima; el libro "Trujillo, Capital de la Independencia del Perú" publicado por la Comisión del Bicentenario La Libertad, que recopila la investigación de diversos historiadores sobre las implicancias del anuncio independentista del marqués de Torre Tagle, así como la contribución de los pueblos de la región y la valía de cada uno de los personajes y próceres de la independencia. Posteriormente se dio a conocer en Trujillo y se tiene previsto la presentación en Mendoza.[38] Otras de las actividades son: Conversaciones del Bicentenario con Gerardo Chávez, Preparación de Talleres Educativos, Muestra de Arte Contemporáneo del maestro José Tola, Talleres de Literatura, XI Concurso “El Poeta Joven del Perú”, Teatro en la Calle, Festival Moche “La magia de la señora de Cao” y Turismo Religioso en Otuzco.[35]
- El 6 de octubre de 2020 se anunció la acuñación de una moneda simbólica por el Bicentenario de La Libertad, en un principio se pensó en elaborar una moneda en conmemoración a la fecha, coordinando con el Banco Central de Reserva del Perú, pero no se avanzó debido a la pandemia. Esta moneda tendrá la imagen de La Libertad y será hecha por artistas trujillanos, también va a indicar naturalmente la fecha 29 de diciembre del año 2020, fecha en que celebra el Bicentenario. Esta moneda está en proceso y se espera tenerla lista en noviembre.[39]
- El 4 de diciembre jóvenes voluntarios que integran la Comisión del Bicentenario en la región La Libertad promovieron el programa "Trujillo Florece", con el objetivo de embellecer con plantas ornamentales los balcones y ventanas de las casonas que rodean la plaza de armas de la ciudad. Se pretende que esta campaña pueda extenderse a otras zonas del Centro histórico de Trujillo.[40]